# Сили за специални операции на Русия
Силите за специални операции на Руската федерация представляват елита на нейните въоръжени сили и органи за сигурност.
Имат богати традиции. По мнението на експерти от страната и чужбина разполагат с едни от най-добре подготвените подразделения от този вид в света. Дълго време във въоръжените сили и правоохранителните органи на Съветския съюз, а впоследствие на Русия и другите страни наследнички на съставни републики на СССР, се използва терминът „спецназ“ (от „сили със СПЕЦиално (пред)НАЗначение“) със същия смисъл като термина „сили за специални операции“ в други държави. След последната вълна от реформи във Въоръжените сили на Русия на подчинение на Генералния щаб на ВС РФ е създадено Командване на силите за специални операции. Така изразът „сили за специални операции“ става конкретно определение за силите на това командване, а традиционно утвърдилото се „спецназ“ – за всички формирования от този тип, както в състава на въоръжените сили, така и в правоохранителните структури.

## Сили за специални операции
Командването на Силите за специални операции на Въоръжените сили на Руската федерация (руски: Командование Сил специальных операций Вооружё́нных Си́л Росси́йской Федера́ции (KССО ВС Росси́и)) е новосъздадена структура в рамките на руските въоръжени сили. Официално е формирано през 2009 г. и по план трябва да придобие окончателната си форма към 2018 – 2020 г., но неговите подразделения по официални потвърждения на руските въоръжени сили вече са били задействани в операциите по анексирането на Крим.
Силите за специални операции са най-елитните подразделения на ВС на Руската федерация с най-тежките условия за постъпване на служба и най-тежката бойна подготовка. Съставът им е изцяло от професионални военнослужещи, набирани основно измежду редиците на Спецназа на Главното разузнавателно управление на Генералния щаб на ВС РФ, с когото Командването споделя сходни функции и задачи – диверсионни, разузнавателни операции, контрадиверсионна охрана на обекти и офицери от особена важност. Основната разлика е, че Командването набира вече високоподготвени бойци за специални операции и задълбочава още повече подготовката им и че Командването е на директно подчинение на Началника на Генералния щаб, докато бригадите, полковете и отделните отряди на Спецназа на ГРУ са на двойно подчинение от една страна на Главното разузнавателно управление на ГЩ ВС РФ и от друга на военните окръзи, отделните армии и флотове. Като особено елитно формирование Командването е секретно, а малкото информация за него, станала обществено достояние, сочи следната структура:
Командване на Силите за специални операции (Командование сил специальных операций (KCCO)) (Сенеж, Московска област)
- - Управление (специални операции)
  - Управление (морски специални операции)
  - Управление (борба с тероризма)

- Център със специално назначение на Министерството на отбраната на Руската федерация „Сенеж“ (Центр специального назначения МО РФ „Сенеж“) (Сенеж, Московска област)
  - Направление за специални операции (въздушно-десантно)
  - Направление за специални операции (щурмово)
  - Направление за специални операции (охрана на високопоставени ръководители)
  - Направление за специални операции (планинско) (с изнесени центрове за подготовка във Владикавказ, Република Северна Осетия – Алания и Терскол, Република Кабардино-Балкария)
  - Отдел за специални операции (морски) (Бухта Казачья, Севастопол, Крим)
  - Отдел за модернизация, обслужване и съхранение на въоръжение, военна и специална техника и военно-техническо имущество
  - Направление средства за доставка (скрита доставка и евакуация, вертолети Ми-8АМТШ и Ми-35М, автомобилна техника, катери и т.н.)
  - подраделения за оперативна поддръжка (свръзка, РТР, РЕБ, ИТ, специална техника)
  - подраделения за тилова поддръжка, охрана и подготовка (попълват се с военнослужещи резервисти – рота средства за усиление, комендантска рота (охранителна), рота за материално обезпечение, технически взвод, свързочна рота, рота за начална спецподготовка на нови попълнения)
  - учебни обекти (учебно-тренировъчен, въздушно-десантен и тренажорно-огневи комплекси, киноложки комплекс, закрит басейн, спортен център, тактически полигон за отработка на действия в населени райони, вертолетна площадка, автополигон и други.
- Център за подготовка на специалисти (Центр подготовки специалистов) (Подготвя специалисти както за КССО, така и военнослужещи от други спецподразделения на МО РФ.) (Сенеж, Московска област)
- Център със специално назначение на Министерството на отбраната на Руската федерация (Центр специального назначения МО РФ) (Решава задачи идентични с тези на ЦСН „Сенеж“.) (Прожекторная (авиобаза Кубинка-2), Московска област).[1]

## Спецназ на въоръжените сили

### Спецназ наГлавното разузнавателно управление
Главното разузнавателно управление на Генералния щаб на въоръжените сили на Руската федерация (ГРУ ГШ ВС РФ), наричано от скоро Главно управление (ГУ ГШ ВС РФ) е едно от двете най-важни управления на Генералния щаб (заедно с Оперативното управление). То е основният орган, координиращ разузнавателната дейност на руските въоръжени сили. Всички органи и средства за придобиване, обработка и анализ на разузнавателна информация са на негово подчинение. Руската военна наука отрежда особен статут на разузнавателните органи. Като родове войски те са на пряко подчинение освен на съответните командни звена, също и на Главното разузнавателно управление. Практически това означава следното, онагледено с пример – докато началникът на артилерията на една армия в състава на Сухопътните войски на Руската федерация отговаря за бойната подготовка на личния състав от рода войски и снабдяването и ремонта на материалната му част, той няма оперативен контрол върху артилерийските подразделения и съединения в състава на армията – артилерийските бригади на централно подчинение, артилерийските полкове на дивизионно подчинение, артилерийските дивизиони на бригадно подчинение. Това не важи за началника на разузнаването на съответната армия. Той може да издава преки заповеди на всички разузнавателни подразделения в състава на армията. Същото важи за офицерите от разузнаването на командни позиции на всички ешелони до Началника на Главното управление на ГШ ВС РФ включително.
Така силите със специално назначение (Спецназ) на ГРУ са на двойно подчинение както директно на ГРУ, така и на Военните окръзи. Основно тези сили са групирани в бригади Спецназ (бригада СпН), съставени от отделни отряди със специално назначение (ооСпН, съответстващи на батальони). В някои случаи се формират полкове Спецназ, но поради секретността на информацията, свързана с ГРУ информацията за това е оскъдна. Към 2016 г. е известен само 25-и Полк Спецназ (формиран за контратерористични операции, свързани със Зимната олимпиада в Сочи).
- Западен военен окръг
  - 2-ра Отделна бригада със специално назначение (Псков, Псковска област)
  - 16-а Отделна бригада със специално назначение (Тамбов, Тамбовска област)

- Южен военен окръг
  - 10-а Отделна носител на ордена Жуков бригада със специално назначение (Молкино, Краснодарски край)
  - 22-ра Отделна гвардейска бригада със специално назначение (Степной, Ростовска област)
  - 346-а Отделна бригада със специално назначение (Прохладный, Република Кабардино-Балкария)
  - 25-и Полк със специално назначение (Ставропол, Ставрополски край)

- Централен военен окръг
  - 3-та Отделна гвардейска Варшавско-Берлинска червенознаменна, носител на ордена Суворов 3-та степен бригада със специално назначение (Толиати, Самарска област)
  - 24-та Отделна бригада със специално назначение (Новосибирск, Новосибирска област)

- Източен военен окръг
  - 14-а Отделна бригада със специално назначение (Уссурийск, Усурийски край)

### Военноморски спецназ
Военноморският спецназ изпълнява специални операции в интерес на Военноморския флот на Руската федерация. Той е разделен на две категории сили:

#### Морски спецназ на ГРУ
Морският спецназ на ГРУ е еквивалентът на бригадите Спецназ. Докато бригадите са компонентът за наземни специални операции в поддръжка на Сухопътните войски, то морските разузнавателни пунктове Спецназ са компонентът за специални операции по море в интерес на Военноморския флот. Като такъв те също на двойно подчинение, но предвид тяхната специализация те са подчинени на ГРУ и на флотовете (а не на ГРУ и военните окръзи, които са един команден ешелон над флотовете). Освен разликата в командната верига има разлика и в числения състав на тези пунктове. Мирновременният щат на морски разузнавателен пункт Спецназ включва едва 124 души. От тях бойци са 56, а останалите са команден и технически персонал. Военноморският флот Руската федерация включва четири флота и Каспийската флотилия. В подчинение на всеки флот има по един пункт:
- На подчинение единствено на ГРУ:
  - Отряд със специално назначение „Делфин“ (Изключително секретно подразделение, елитът на морския спецназ, подчинен директно на РУ ГЩ ВС РФ)[2]
- Северен флот
  - 420-и Морски разузнавателен пункт Спецназ (420-й МРП СпН) (Зверосовхоз, Мурманска област)
- Тихоокеански флот
  - 42-ри Морски разузнавателен пункт Спецназ (42-й МРП СпН) (остров Русский, Владивостокски окръг)
- Балтийски флот
  - 561-ви Морски разузнавателен пункт Спецназ (561-й МРП СпН) (Парусное, Калининградска област)
- Черноморски флот
  - 137-и Морски разузнавателен пункт Спецназ (137-й МРП СпН) (Туапсе, Краснодарски край)

#### Спецназ на Военноморския флот
За разлика от морския спецназ на ГРУ, спецназът на ВМФ е подчинен единствено на ВМФ. Другата основна и по-съществена разлика е, че докато основната задача на морските разузнавателни пунктове са диверсионните и разузнавателни операции, то спецназът на ВМФ има подготовка за водене на асиметрични бойни действия, но основната му задача е борбата с и противодействието на противникови диверсионно-разузнавателни подразделения. Той е развърнат в основните военноморски бази в отряди с мирновременен щат от по 60 души. Официалното им наименование е Отряди за борба с подводни диверсионни сили и средства (Отряды борьбы с подводными диверсионными силами и средствами (ОСНБ ПДСС)), но се среща и неофициалното означение Отряди със специално назначение на ВМФ (Отряды специального назначения Военно-морского флота (ОСН ВМФ)):
- Северен флот:
  - 160-й ООБ ПДСС (Видяево, Мурманска област)
  - 269-й ООБ ПДСС (Гаджиево, Мурманска област)
  - 313-й ООБ ПДСС (Спутник, Мурманска област)
  - 140-й ОСпН ВМФ (Видяево, Мурманска област)
  - 152-й ОСпН ВМФ (Полярный, Северный флот)
- Тихоокеански флот:
  - 311-й ООБ ПДСС (Петропавловск, Камчатски край)
  - 159-й ОСпН ВМФ (Павловск, Приморски край)
- Балтийски флот:
  - 313-й ООБ ПДСС (Балтийск, Калининградска област)
  - 473-й ООБ ПДСС (Кронщад, Град с федерално значение Санкт Петербург)
- Черноморски флот:
  - 102-й ООБ ПДСС (Севастопол, Град с федерално значение Севастопол)
  - 136-й ОСпН ВМФ (Новороссийск, Краснодарски край)
- Каспийска флотилия:
  - 137-й ОСпН ВМФ (Махачкала, Република Дагестан)

### Спецназ наВъздушно-десантните войски
- 45-а Отделна гвардейска носител на ордена Кутузов и ордена Александър Невски бригада със специално назначение (Кубинка, Московска област) Сформирана е през 2015 г. на базата на 45-и Отделен полк Спецназ на ВДВ. Бригадата има три батальона Спецназ. Освен нея със сходни функции в състава на 76-а Псковска и 7-а Новороссийска десантно-щурмови дивизии на ВДВ и 106-а Тулска въздушно-десантна дивизия на ВДВ са сформирани отделни разузнавателни батальони.

## Спецназ на специалните служби

### Спецназ на Службата за външно разузнаване (СВР)
По време на съществуването на Съветския съюз разузнавателните и контраразузнавателните функции са обединени в единна мегаструктура, наричана през различните исторически периоди с различно наименование – ЧК, ГПУ, ОГПУ, НКВД, МГБ и в крайна сметка КГБ – Комитет госсударственой безопасности. С разпадането на СССР мегаструктурата също е разформирована, давайки началото на няколко самостоятелни агенции. Функциите на външно разузнаване са възложени на Службата за външно разузнаване (СВР). По време на КГБ комитетът разполага с отряд „Вимпел“ за който информацията е особено оскъдна, предвид изключителната му секретност, но се предполага, че е специализиран в провеждането на диверсионни операции във всяка точка на земното кълбо и множество специалисти го сочат като най-елитното спецподразделение на СССР. С края на Съюза и разформироването на КГБ външното разузнаване е възложено на новосформираната едноименна Служба СВР, но веднага се усеща липсата на „Вимпел“, който изпада в дълбока криза, прехвърлян е от подчинение в подчинение между силовите ведомства на новата Руска федерация. Така около 1997 г. се предполага, че е формирано подразделението:
- „Заслон“ (Отряд специального назначения „Заслон“) – СВР отказва всякаква информация отосно съществуването му, но се смята, че то се състои от около 350 бойци и че основното му предназначение е сигурността на дипломатическите мисии на Руската федерация, екстракцията на агенти на СВР в непосредствена опасност и евакуацията на руски граждани от зони на конфликти зад граница.

### Спецназ наФедералната служба за безопасност
За разлика от много други държави в Съветския съюз разузнавателните и контраразузнавателните функции са обединени в единна мегаструктура, наричана през различните исторически периоди с различно наименование – ЧК, ГПУ, ОГПУ, НКВД, МГБ и в крайна сметка КГБ – Комитет госсударственой безопасности. С разпадането на СССР мегаструктурата също е разформирована, давайки началото на няколко самостоятелни агенции. Функциите на външно разузнаване са възложени на Службата за външно разузнаване (СВР). Функциите по охрана на висшето държавно ръководство и правителствените обекти и резиденции – на Федералната служба за охрана (ФСО). Държавните комуникации са поверени на Федералната агенция за правителствена свръзка и информация (ФАПСИ). Контраразузнаването и борбата с тероризма са възложени на Федералната служба за безопасност (ФСБ). В това отношение до голяма степен тя е еквивалент на Федералното бюро за разследване на Съединените щати. Действието срещу особено сложни и тежки противообществени прояви като сепаратизъм, тероризъм и действията на чужди тайни служби срещу интересите на Руската федерация налагат поддържането на високоподготвени собствени специални формирования в състава на службата.

#### На централно подчинение
Център със специално предназначение на Федералната служба за безопасност на Руската федерация (Центр специа́льного назначе́ния ФСБ Росси́и (ЦСН ФСБ России)) – на централно подчинение подразделенията Спецназ са формирани в Центъра със специално назначение. Той включва:
- Управление „А“ „Альфа“ ЦСН ФСБ России – елитното контратерористично подразделение на Руската федерация.
- Управление „В“ „Вымпел“ ЦСН ФСБ России – също елитно подразделение, но създадено по съветско време за диверсии зад граница, първоначално формирано от бойци от морските погранични войски на КГБ, така че е по-добре подготвено от Алфа за провеждане на операции по завземане на кораби, в районите на морето, реките и други водоеми, АЕЦ и т.н.
- Управление „С“ „Сигма“ ЦСН ФСБ России – елитно подразделение за прикритие на държавната граница в подкрепа на редовните погранични подразделения на Пограничната служба на ФСБ.
- отряд ССН (Силы Специального Назначения (ССН) ЦСН ФСБ России) в Есентуки
- отряд ССН (Силы Специального Назначения (ССН) ЦСН ФСБ России) в Крим

#### На регионално подчинение
Територията на Руската федерация е разделена на региони, за които отговарят териториални отдели на ФСБ. Във всеки от тези региони има развърнат по един регионален отдел със специално назначение.
- Регионален отдел със специално назначение (РОСН) „ГРАД“ (Санкт Петербург)
- Регионален отдел със специално назначение (РОСН) (Хабаровск)
- Регионален отдел със специално назначение (РОСН) (Владивосток)
- Регионален отдел със специално назначение (РОСН) (Иркутск)
- Регионален отдел със специално назначение (РОСН) (Нижни Новгород) (с втори отдел в Саров)
- Регионален отдел със специално назначение (РОСН) „Малахит“ (Екатеринбург)
- Регионален отдел със специално назначение (РОСН) (Новосибирск)
- Регионален отдел със специално назначение (РОСН) „Ворон“ (Воронеж)
- Регионален отдел със специално назначение „Касатка“ (Мурманск)
- Регионален отдел със специално назначение (Красноярск)
- Регионален отдел със специално назначение (Краснодар) (с отдели в Сочи и Новороссийск)
- Служба за съпровождане на оперативни мероприятия (ССОМ) „Каспий“ в Република Дагестан
- Служба за съпровождане на оперативни мероприятия (ССОМ) „Гранит“ в Чеченската република
- Отдел за съпровождане на оперативни мероприятия (ОСОМ) в Република Ингушетия
- Отдел за съпровождане на оперативни мероприятия (ОСОМ) в Република Кабардино-Балкария
- Отдел за съпровождане на оперативни мероприятия (ОСОМ) в Република Башкирия
- Отдел за съпровождане на оперативни мероприятия (ОСОМ) в Република Татарстан
- Групи за съпровождане на оперативни мероприятия (ГСОМ) в отделните субекти на Руската федерация

#### Спецназ на Граничната служба на ФСБ
Охраната на държавната граница на Руската федерация е поверена на военизирана служба, така както е било и по съветско време. Тези военизирани подразделения са разпределени в окръзи на Граничната охрана с характера на военни окръзи със свои мобилни, специални и авиационни подразделения, но напълно отделни от въоръжените сили на Руската федерация.
Спецназ Пограничной службы ФСБ РФ
- Управление „С“ („Сигма“) е на централно подчинение и като такова влиза в състава на Центъра със специално предназначение на ФСБ РФ
- Отделни групи за специално разузнаване (Отдельные Группы Специальной Разведки (ОГСпР)) на пограничните отряди и на пограничните окръзи
- Десантно-щурмови маневрени групи (Десантно-штурмовые маневренные группы пограничных отрядов, Отделения Мобильных Действий, Отряды Мобильных Действий), наричани също и „летящи застави“. Тяхното предназначение е при извънредни обстоятелства, свързани с нарушение на държавната граница да десантират с вертолети на службата, прикривайки застрашените труднодостъпни гранични участъци до прехвърлянето на достатъчни подкрепления за изолирането им, а също и високомобилни действия по издирване и неутрализиране на вражески групи в труднодостъпни планински погранични райони.
- Регионални отдели със специално назначение (РОСН) на пограничните управления на ФСБ на Руската федерация
- Регионални служби със специално назначение (РССН) на пограничните управления на ФСБ на Руската федерация

### Спецназ на Федералната служба за охрана
Федералната служба за охрана е структурата, осигуряваща безопасността на главите държавни функционери на Руската федерация – Президентът, Премиерът, Председателят на Думата, министри и други, официални държавни здания, резиденции, гостуващи чуждестранни правителствени делегации. Официално службата не разполага с подразделения Спецназ, но голяма част от личния ѝ състав е с военна подготовка, след което е преминал допълнителна специална подготовка, включваща контратероризъм, бой в закрити пространства и градски условия, което в голяма степен се припокрива с подготовката на бойци от Спецназ.

### Спецназ на Федералната служба за изпълнение на наказания
Федералната служба за изпълнение на наказанията отговаря за управлението на местата за лишаване от свобода. Освен затвори, в Руската федерация в тази категория влизат и наказателни колонии, които представляват населени места от селски тип в изолирани труднодостъпни райони, отдалечени от гражданското население. При извънредни обстоятелства като бунтове в затворите, бягствата на особено опасни криминално проявени и лишени от свобода лица, както и превантивно за тяхното конвоиране между отделни обекти от руската правораздавателна система (съдилища, арести, затвори, наказателни колонии) отговаря Спецназът на ФСИН (който в известна степен може да бъде считан за руски еквивалент на Маршалската служба на Съединените щати). Територията на Руската федерация е разделена на териториални окръзи на службата:
- 11 Главни управления на ФСИН (ГУФСИН) по федерални субекти
- 68 Управления на ФСИН (УФСИН) по федерални субекти
- 2 Отдела на ФСИН (ОФСИН) по федерални субекти – разполагат със свои собствени подразделения Спецназ. Примери за такива са:
- Отряд „Вулкан“ – спецназ на УФСИН на Република Кабардино-Балкария.
- Отряд „Ястреб“ – спецназ на УФСИН на Република Марий Эл.
- Отряд „Акула“ – спецназ на УФСИН на Краснодарския край.
- Отряд „Страж“ – спецназ на УФСИН на Република Чувашия.
- Отряд „Айсберг“ – спецназ на УФСИН на Мурманска област.
- Отряд „Тайфун“ – спецназ на УФСИН на Санкт Петербург и Ленинградска област.

### Спецназ на Федералната митническа служба
Федералната митническа служба на Руската федерация (Федера́льная тамо́женная слу́жба (ФТС Росси́и)) разполага със свои собствени подразделения Спецназ, чиято функция е да охраняват митническите служители при осъществяването на тяхната работа в ситуации с повишен риск за безопасността им.

### Спецназ на Министерството за извънредните ситуации
Министерството за извънредни ситуации на Руската федерация е военизирана структура за реакция и оказване на помощ на населението и държавните власти при природни бедствия и извънредни ситуации. То представлява Гражданската защита на Руската федерация и в това му качество на широката общественост може да изглежда абсурдно съществуването на спецподразделения в състава му. Но това се налага от обстоятелството, че службите му често се налага да действат по ликвидацията на последствията от актове на тероризъм (като бомбени атентати), в зоните на военни действия както в границите на РФ (Чечня), така и зад граница (Босна, Сирия). Това означава, че съществува риск за персонала на министерството, извършващ мероприятия на място и за неговата охрана и защита е създаден:
- Център за спасителни операции с особено висок риск „Лидер“ (Центр спасательных операций особого риска „Лидер“).

## Спецназ на Националната гвардия
Националната гвардия на Руската федерация е създадена на 5 април 2016 г. на базата на Вътрешните войски на Министерството на вътрешните работи на Руската федерация в резултат на съществено преструктуриране на силите за вътрешна сигурност на страната. В нея Вътрешните войски са изведени от МВД (руското МВР) и трансформирани във Федерална служба на войските на националната гвардия на Руската федерация (руски: Федера́льная слу́жба войск национа́льной гва́рдии Росси́йской Федера́ции (ФСВНГ), популярно наричана Росгвардия от руските медии) на пряко подчинение на Президента на РФ.
- Център със специално назначение на силите за оперативно реагиране и авиационни подразделения (Центр специального назначения сил оперативного реагирования и авиации и авиационные подразделения) – включва Отряд „Рис“ (основното спецподразделение на централно подчинение на Националната гвардия)
- Специален отряд за бързо реагиране „Рис“ (Специальный отряд быстрого реагирования „Рысь“) (специално контратерористично подразделение)
- Мобилен отряд с особено назначение „Зубр“ (Отряд мобильный особого назначения „Зубр“) (подрзаделение за охрана на обществения ред и сигурност, охрана на масови мероприятия (митинги, демонстрации, шествия, масови спортни мероприятия).
- Авиационен отряд със специално назначение „Ястреб“ (Авиационный отряд специального назначения „Ястреб“.)

Специални отряди за бързо реагиране (специальные отряды быстрого реагирования, СОБР) – войските на националната гвардия са съставени от 7 регионални командвания и Отделната дивизия с оперативно назначение (ОДОН), позната като дивизия „Дзержински“, със зона на отговорност Московска област). Всяко от тези 8 формирования разполага със свое подразделение, изпълняващо функции, подобни на тези на Специалния отряд за бързо реагиране „Рис“. В ОДОН това е
- 604-ти червенознаменен център със специално назначение

Всяко регионално командване разполага със свой специален отряд за бързо реагиране, разположен в града, където е командването:
- Централно регионално командване (Москва)
- Северо-Западно регионално командване (Санкт Петербург)
- Приволжко регионално командване (Нижний Новгород)
- Северо-Кавказко регионално командване (Ростов на Дон)
- Уралско регионално командване (Екатеринбург)
- Сибирско регионално командване (Новосибирск)
- Източно регионално командване (Хабаровск)

- Мобилни отряди с особено назначение (отряды мобильные особого назначения, ОМОН) – по същество те не са специални подразделения. Подчинени са на териториалните командвания и представляват еквивалент на отряда „Зубр“ на централно подчинение. За техен чуждестранен еквивалент би могло да се приеме Мобилната жандармерия на Франция.

## Спецназ на Министерството на вътрешните работи
След извеждането от състава на МВР на Вътрешните войски Министерството не разполага със Спецназ подразделения, но може да иска съдействие от Националната гвардия и нейните подразделения СОБР и ОМОН.